# Herrarnas distans vid världsmästerskapen i skidskytte 2011
Herrarnas distanslopp vid VM i skidskytte 2011 avgjordes den 8 mars 2011 i Chanty-Mansijsk, Ryssland kl. 13:15 svensk tid (CET). Distansen var 20 km och loppet innehöll fyra skjuttillfällen; ligg + stå + ligg + stå. Varje missat skott gjorde att åkaren fick en minuts tillägg på sin åktid. Guldmedaljör blev Tarjei Bø, Norge.

## Tidigare världsmästare
| År   | Ort             | Mästare              |
| ---- | --------------- | -------------------- |
| 2006 | Pokljuka        | Tävlades inte i      |
| 2007 | Antholz         | Raphaël Poirée       |
| 2008 | Östersund       | Emil Hegle Svendsen  |
| 2009 | Pyeongchang     | Ole-Einar Bjørndalen |
| 2010 | Chanty-Mansijsk | Tävlades inte i      |

## Resultat
| Placering | Namn                 | Land        | Tid     | Straffminuter (L+S) |
| --------- | -------------------- | ----------- | ------- | ------------------- |
| 1         | Tarjei Bø            | Norge       | 48:29,9 | 1 (0+0+1+0)         |
| 2         | Maksim Maksimov      | Ryssland    | 49:09,9 | 0 (0+0+0+0)         |
| 3         | Christoph Sumann     | Österrike   | 49:15,4 | 1 (0+0+0+1)         |
| 4         | Emil Hegle Svendsen  | Norge       | 49:19,6 | 2 (0+2+0+0)         |
| 5         | Björn Ferry          | Sverige     | 49:46,8 | 1 (0+1+0+0)         |
| 6         | Ole Einar Bjørndalen | Norge       | 49:54,2 | 1 (0+0+0+1)         |
| 7         | Michael Greis        | Tyskland    | 49:55,4 | 1 (0+1+0+0)         |
| 8         | Andreas Birnbacher   | Tyskland    | 49:57,4 | 1 (1+0+0+0)         |
| 9         | Maksim Tjudov        | Ryssland    | 50:10,6 | 0 (0+0+0+0)         |
| 10        | Martin Fourcade      | Frankrike   | 50:16,1 | 3 (0+0+1+2)         |
| 11        | Carl Johan Bergman   | Sverige     | 50:20,5 | 2 (0+2+0+0)         |
| 12        | Michal Šlesingr      | Tjeckien    | 50:30,3 | 2 (0+0+1+1)         |
| 13        | Jevgenij Ustiugov    | Ryssland    | 50:33,9 | 1 (0+1+0+0)         |
| 14        | Andrij Deryzemlja    | Ukraina     | 50:41,3 | 2 (0+1+1+0)         |
| 15        | Arnd Peiffer         | Tyskland    | 50:47,0 | 3 (0+0+2+1)         |
| 16        | Dominik Landertinger | Österrike   | 50:54,8 | 1 (0+0+0+1)         |
| 17        | Simon Eder           | Österrike   | 50:55,4 | 2 (1+1+0+0)         |
| 18        | Oleg Berezhnoy       | Ukraina     | 50:57,1 | 0 (0+0+0+0)         |
| 19        | Vincent Jay          | Frankrike   | 50:57,8 | 0 (0+0+0+0)         |
| 20        | Serhij Semenov       | Ukraina     | 51:21,2 | 2 (0+0+0+2)         |
| 21        | Leif Nordgren        | USA         | 51:21,1 | 1 (0+0+0+1)         |
| 22        | Ivan Tjerezov        | Ryssland    | 51:43,0 | 4 (1+0+1+2)         |
| 23        | Pavol Hurajt         | Slovakien   | 51:46,1 | 2 (0+1+0+1)         |
| 24        | Indrek Tobreluts     | Estland     | 51:47,7 | 2 (0+0+0+2)         |
| 25        | Artem Pryma          | Ukraina     | 51:55,3 | 2 (2+0+0+0)         |
| 26        | Jevgenij Arbramenko  | Vitryssland | 51:55,8 | 2 (0+0+1+1)         |